# Giovanni Girolamo Saccheri
Giovanni Girolamo Saccheri (født 5. september 1667 i San Remo, død 25. oktober 1733 i Milano) var en italiensk matematiker.
Saccheri var en tid professor i matematik ved Universitetet i Pavia. I sit skrift: Euclides ab omni nævo vindicatus (1733), oversat af Stäckel og Engel i deres Theorie der Parallellinien von Euklid bis auf Gauss (1895), har han udviklet en del af de principper, der danner grundlaget for den ikke-euklidiske geometri.